# BUZZ LA ZARU O EMAI
BUZZ LA ZARU O EMAI（ばずらざるおえまい）は日本の4人組即興バンド。略称「バズマイ」。

## 略歴
- 2019年10月26日　虹色侍YouTubeチャンネルにて、ゆゆうた氏、晋平太氏、TATSUYA氏、虹色侍ずま氏の4人がコラボ動画として、LINE着信音をモチーフにした即興ソング「LINE（即興）」を公開。
- 2019年10月28日　LINE株式会社取締役舛田氏がTwitterにて、LINE MUSICからの配信を打診。
- 2019年12月18日　LINE RECORDSから「LINE（即興）」リリース。[注 1]
- 2020年2月2日　初のワンマンライブにて、ユニット名「BUZZ LA ZARU O EMAI」名称発表。同日、公式YouTube開設。
- 2021年3月7日　公式TikTok開設。バンドとしての夢は、武道館でliveすることだと発表された。
- 2021年8月28日　ユニット名決定後初となるワンマンライブ「集わざるをえまい」開催。

## メンバー

### ゆゆうた
キーボード担当
1988年7月2日生まれ
神奈川県出身

### 晋平太
ラップ担当
1983年1月10日生まれ
東京都出身

### TATSUYA
Beatbox担当
1985年11月9日生まれ
神奈川県出身

### 虹色侍ずま
ボーカル担当
1991年7月4日生まれ
京都府出身

## ライブ
- オンラインライブ「LINE LIVE」 - 2019年12月18日[1]
- ワンマンライブ「BUZZ LA ZARU O EMAI TOKYO 2020」 - 2020年2月2日（渋谷HALEM）[2]
- 1ST ONEMAN LIVE「集わざるをえまい」 - 2021年8月28日（SHIBUYA O-CREST）[3]

## 作品

### シングルリリース
- パーティー（仮） - 2021年8月7日

### フィジカル作品
- LINE（即興）アナログ盤 - 2020年8月29日発売[注 2][4]

### 映像作品
- LINE（即興）MV - 2020年2月11日公開
- 卒アル（即興）MV[注 3] - 2020年3月28日公開

## 番組出演
- Twitterトレンド大賞 2019 - 2019年12月26日
- DHC#渋谷オルガン坂生徒会-  2020年12月12日
- WINWIN LIVE戸田 - 2021年2月21日、2021年3月21日

## タイアップ
- ボートレース戸田 - 2021年3月9日
- ノーリツ給湯器 - 2021年7月7日[5]